# Joseph-Antoine Bell
Joseph-Antoine Bell (* 8. října 1954, Mouandé) je bývalý kamerunský fotbalový brankář.
Byl na MS 1982, 1990 a 1994 a na olympijských hrách 1984.

## Hráčská kariéra
Joseph-Antoine Bell hrál na postu brankáře za Union Douala, Africa Sports, Al Mokawloon Al Arab, Olympique de Marseille, Toulon, FC Girondins de Bordeaux a AS Saint-Étienne.
Za Kamerun chytal 50 zápasů. Byl na MS 1982, 1990 a 1994 a na olympijských hrách 1984.

## Úspěchy
Union Douala
- Pohár mistrů CAF: 1979
- Kamerunská liga: 1976, 1978

Al-Mokawloon al-Arab
- Pohár vítězů pohárů CAF: 1982, 1983
- Egyptská liga: 1983

Kamerun
- Mistrovství Afriky: 1984, 1988

Individuální
- Nejlepší africký fotbalový brankář 20. století dle IFFHS[1]